# WNBA All-Star Game 2001
Match précédent Match suivant
Le WNBA All-Star Game 2001 est joué le 16 juillet 2001 dans le TD Waterhouse Centre de Orlando. Ce match est le 3e All-Star Game annuel. Orlando accueille cet évènement pour la première fois.
Les joueuses de la Conférence Ouest battent les joueuses de la Conférence Est 80 à 72. Lisa Leslie est élue MVP de la rencontre. Elle est la meilleure marqueuse du match avec 20 points.

## Joueuses
| Pos.         | Joueuse                 | Équipe                 | Participation |
| Titulaires   | Titulaires              | Titulaires             | Titulaires    |
| ------------ | ----------------------- | ---------------------- | ------------- |
| PG           | Ticha Penicheiro        | Monarchs de Sacramento | 3e            |
| PG           | Janeth Arcain           | Comets de Houston      | 1re           |
| SF           | Tina Thompson           | Comets de Houston      | 3e            |
| PF           | Ruthie Bolton-Holifield | Monarchs de Sacramento | 2e            |
| C            | Yolanda Griffith        | Monarchs de Sacramento | 3e            |
| Remplaçantes |                         |                        |               |
| SG           | Tamecka Dixon*          | Sparks de Los Angeles  | 1re           |
| SG           | Jackie Stiles           | Fire de Portland       | 1re           |
| SF           | Katie Smith             | Lynx du Minnesota      | 2e            |
| SF           | Natalie Williams        | Starzz de l'Utah       | 3e            |
| PF           | Lauren Jackson          | Storm de Seattle       | 1re           |
| C            | Lisa Leslie             | Sparks de Los Angeles  | 3e            |
| Entraîneur   |                         |                        |               |
|              | Van Chancellor          | Comets de Houston      |               |

| Pos.         | Joueuse             | Équipe                | Participation |
| Titulaires   | Titulaires          | Titulaires            | Titulaires    |
| ------------ | ------------------- | --------------------- | ------------- |
| PG           | Teresa Weatherspoon | Liberty de New York   | 3e            |
| PG           | Nikki McCray        | Mystics de Washington | 3e            |
| SG           | Vickie Johnson      | Liberty de New York   | 2e            |
| SF           | Chamique Holdsclaw* | Mystics de Washington | 3e            |
| C            | Tari Phillips       | Liberty de New York   | 2e            |
| Remplaçantes |                     |                       |               |
| PG           | Merlakia Jones      | Rockers de Cleveland  | 2e            |
| PG           | Nykesha Sales       | Miracle d'Orlando     | 3e            |
| SG           | Dawn Staley         | Sting de Charlotte    | 1re           |
| SG           | Andrea Stinson      | Sting de Charlotte    | 2e            |
| SF           | Rita Williams       | Fever de l'Indiana    | 1re           |
| SF           | Elena Baranova      | Sol de Miami          | 1re           |
| PF           | Taj McWilliams*     | Miracle d'Orlando     | 3e            |
| PF           | Chasity Melvin*     | Rockers de Cleveland  | 1re           |
| Entraîneur   |                     |                       |               |
|              | Richie Adubato      | Liberty de New York   |               |

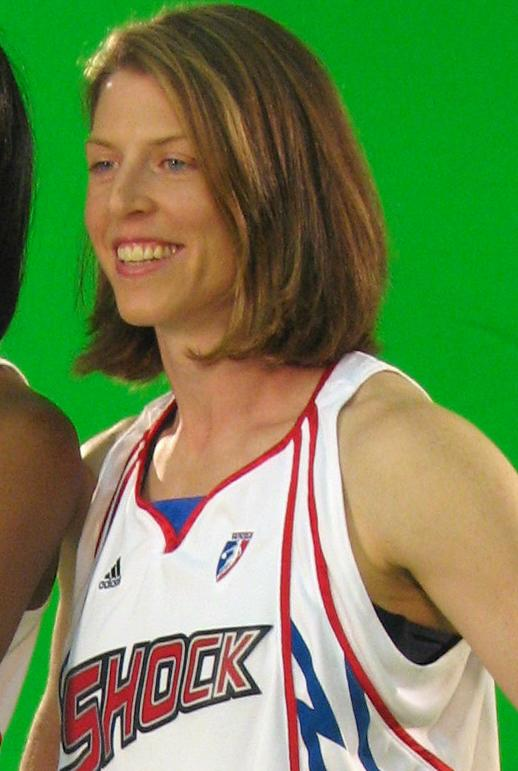
Katie Smith sous le maillot du Shock.

* Chamique Holdsclaw et Chasity Melvin sont forfaits sur blessure. Taj McWilliams est appelée pour remplacer Chamique Holdsclaw et intègre le cinq majeur de l’Est.
Van Chancellor (Comets de Houston) dirige la sélection de l’Ouest et Richie Adubato (Liberty de New York) celle de l’Est.
| 16 juillet | Report | Conférence Ouest 80, Conférence Est 72          | Conférence Ouest 80, Conférence Est 72 | Conférence Ouest 80, Conférence Est 72          |  | TD Waterhouse Centre, Orlando Affluence : 16,906 Arbitres : - Melissa Barlow - Michael Price - Bonita Spence | NBC |
| 16 juillet | Report | Lisa Leslie 20 Lisa Leslie 9 Ticha Penicheiro 5 | Points Rebonds Passes d.               | Merlakia Jones 12 Tari Phillips 9 Dawn Staley 3 |  | TD Waterhouse Centre, Orlando Affluence : 16,906 Arbitres : - Melissa Barlow - Michael Price - Bonita Spence | NBC |